# Acalolepta bryanti
Acalolepta bryanti là một loài bọ cánh cứng trong họ Cerambycidae.